# Sức khỏe ở Andorra
Tuổi thọ trung bình của người dân Andorra là 79,8 đối với nam giới và 85,2 tuổi đối với phụ nữ vào năm 2010.
Một thước đo mới về vốn con người dự kiến được tính toán cho 195 quốc gia từ năm 1990 đến năm 2016 và được xác định cho mỗi nhóm sinh theo số năm dự kiến có độ tuổi từ 20 tuổi đến 64 tuổi và được điều chỉnh theo trình độ học vấn, chất lượng học tập hoặc giáo dục và tình trạng sức khỏe chức năng đã được công bố bởi The Lancet vào tháng 9 năm 2018. Andorra có mức vốn con người dự kiến cao thứ mười tám trên thế giới với 24 năm dự kiến được điều chỉnh về sức khỏe, giáo dục và học tập là từ 20 đến 64 tuổi.
Andorra cũng đã trở thành thành viên của Tổ chức Y tế Thế giới vào ngày 14 tháng 1 năm 1997.

## Chăm sóc sức khỏe
Hệ thống chăm sóc sức khỏe Andorra được thiết lập vào ngày 24 tháng 9 năm 1918 để đối phó với đại dịch cúm Tây Ban Nha. Trước đó, mỗi xã chịu trách nhiệm ký hợp đồng với bác sĩ và quy định về các vấn đề chăm sóc sức khỏe do họ lựa chọn. Theo Sắc lệnh của Cơ quan Quản lý Chăm sóc Sức khỏe ký ngày 9 tháng 5 năm 1931, các ban y tế của giáo xứ được trao các tình trạng theo luật định.
Trong Chỉ số Chất lượng và Tiếp cận Chăm sóc Sức khỏe của The Lancet, đã xếp hạng tổng cộng 195 hệ thống chăm sóc sức khỏe của các quốc gia trong giai đoạn 1990-2015, quốc gia này đạt điểm 95/100, vào loại tốt nhất trên thế giới.
Hệ thống an sinh xã hội do chính phủ điều hành, Caixa Andorrana de Seguretat Social được cung cấp cho tất cả những người có việc làm và gia đình của họ, được tài trợ bởi sự đóng góp của người sử dụng lao động và nhân viên thông qua tiền lương. Chi phí khám chữa bệnh được chi trả theo mức 75% đối với chi phí ngoại trú như thuốc men và chi phí khám bệnh tại bệnh viện, 90% chi phí nằm viện và 100% đối với tai nạn lao động. Phần còn lại của chi phí có thể được chi trả bởi bảo hiểm y tế tư nhân. Những người dân và khách du lịch khác có thể yêu cầu tham gia bảo hiểm y tế tư nhân đầy đủ.
Bệnh viện chính của Andorra, Bệnh viện Nostra Senyora de Meritxell, nằm ở Escaldes-Engordany. Ngoài ra còn có 12 trung tâm chăm sóc sức khỏe ban đầu do Servei Andorrà d'Atenció Sanitària, Dịch vụ Chăm sóc Sức khỏe Andorra, điều hành ở nhiều địa điểm khác nhau xung quanh công quốc. Đối với điều trị chuyên khoa, bệnh nhân có thể được gửi đến các trung tâm y tế ở Barcelona hoặc Toulouse.